# Kadabra
Kadabra (japanski: ユンゲラー Yungerā) jedan je od 1025 fiktivnih vrsta Pokémona iz medijske franšize Pokémon, skupa Pokémon videoigara, animiranih serija, manga stripova, knjiga, igraćih karata i drugih medija kojima je tvorac Satoshi Tajiri. Svrha je Kadabre u videoigrama, animiranoj seriji i manga stripovima, kao i svrha ostalih Pokémona, borba s divljim Pokémonima – neukroćenim stvorenjima koje igrači i likovi pronalaze dok kreću na razne avanture – i pripitomljenim Pokémonima drugih Pokémon trenera.

## Etimologijaimena
Kadabrino ime izvedeno je iz slavne mađioničarske fraze "Abrakadabra". 
Njeno japansko ime, Yungerā, referira na telepata Uria Gellera, vjerojatno zbog žlice koju uvijek nosi sa sobom. Sličnost je bila toliko velika da je Geller neuspješno tužio tvrtku Nintendo zbog kopiranja bez dozvole. Njegovo ime u beta verziji igre glasi Pocus.

## Pokédex podaci
- Pokémon Red/Blue: Otpušta posebne alfa valove iz svoga tijela koji izazivaju glavobolje u onih koji se nalaze u Kadabrinoj blizini.
- Pokémon Yellow: Mnoge se neobične pojave događaju u blizini ovog Pokémona. Primjerice, kazaljke satova u Kadabrinoj blizini kreću se u suprotnom smjeru.
- Pokémon Gold: Posjeduje snažne duhovne moći. Što se s većom opasnošću susretne, Kadabrina psihička moć biva snažnija.
- Pokémon Silver: Ako koristi svoje posebne sposobnosti, otpušta posebne alfa valove koji izazivaju kvar aparata u Kadabrinoj blizini.
- Pokémon Crystal: Kada zatvori svoje oči, otpušta dvostruko više alfa valova s površine svoga tijela.
- Pokémon Ruby: Kadabra otpušta neobične alfa valove kada razvije glavobolju. Samo soobe s posebno snažnom snagom duha mogu se nadati da će postati treneri ovog Pokémona.
- Pokémon Sapphire: Kadabra drži srebrnu žlicu u svojoj ruci. Žlicom se koristi kako bi pojačala alfa valove u svome mozgu. Bez žlice, smatra se kako ovaj Pokémona ima ograničene i dvostruko umanjene psihičke moći.
- Pokémon Emerald: Postoje glasine kako se dječak s posebnim psihičkim sposobnostima iznenada pretvorio u Kadabru tijekom pomaganja u istraživanju izvanrednih moći.
- Pokémon FireRed: Dogodilo se jednog jutra – dječak sa psihičkim moćima probudio se u krevetu pretvoren u Kadabru.
- Pokémon LeafGreen: Otpušta posebne alfa valove iz svoga tijela koji izazivaju glavobolje u onih koji se nalaze u Kadabrinoj blizini.
- Pokémon Diamond: Ako je Kadabra u blizini, na televizijskim ekranima pojavljuje se sablasna sjena. Ugledati sjenu nosi nesreću.
- Pokémon Pearl: Kada koristi psihičke moći, stvara snažne alfa valove koji mogu uništiti precizne naprave.

## U videoigrama
Kadabru se može razviti iz Abre na 16. razini. U Pokémon Red i Blue videoigri može ju se pronaći u Nepoznatoj pećini. U Pokémon Yellow, Gold i Silver verzijama nalazi se na Stazi 8. U igrama Pokémon FireRed i LeafGreen prisutna je u Cerulean pećini, dok je u igrama Diamond i Pearl prisutna na Stazi 215.
Statistike su joj uvelike slične Abrinim; ističe se u Special Attack i Speed statusima.

## Tehnike
| Prirodne tehnike                   | Prirodne tehnike | Prirodne tehnike |
| ---------------------------------- | ---------------- | ---------------- |
| Tehnika                            | Vrsta tehnike    | Razina           |
| Kineza (Kinesis)                   | Psihički         |                  |
| Teleportiranje (Teleport)          | Psihički         |                  |
| Zbunjivanje (Confusion)            | Psihički         | 16               |
| Onesposobljavanje (Disable)        | Normalni         | 18               |
| Čudesno oko (Miracle Eye)          | Psihički         | 22               |
| Psiho zraka (Psybeam)              | Psihički         | 24               |
| Odbijanje (Reflect)                | Psihički         | 28               |
| Oporavak (Recover)                 | Normalni         | 30               |
| Psihičko razrezivanje (Psycho Cut) | Psihički         | 34               |
| Zamjena uloga (Role Play)          | Psihički         | 36               |
| Psihička (Psychic)                 | Psihički         | 40               |
| Pogled u budućnost (Future Sight)  | Psihički         | 42               |
| Trik (Trick)                       | Psihički         | 46               |

## Statistike
| HP:      | 40  |  |
| Attack:  | 35  |  |
| Defense: | 30  |  |
| Special: | 120 |  |
| SpAtk:   | 120 |  |
| SpDef:   | 70  |  |
| Speed:   | 105 |  |

Statistika Special korištena je samo tijekom prve generacije; kasnije je podijeljenja na Special Attack i Special Defense statistike.

## U animiranoj seriji
Sabrina, Vođa dvorane grada Saffrona, posjeduje Kadabru koja se razvila iz Abre tijekom borbe s Ashovim Pikachuom u epizodi Abra and the Psychic Showdown.
U epizodi Fear Factor Phony, još jedna Kadabra živi u napuštenoj rudničkoj koloniji zajedno s nekoliko ostalih Psihičkih Pokémona.